# Tony Murray
Tony Murray, né Gaston Jacques Kalifa le 8 février 1920 à Paris 16e et mort le 7 juin 2023 à Territet,, est un milliardaire d'origine française et de nationalité franco-britannique qui vivait en Suisse.
Avec sa famille, il est propriétaire du groupe Andrews Sykes, un fournisseur d'équipements de pompage et de climatisation basé à Wolverhampton.

## Biographie

### Jeunesse
Tony Murray a d'abord travaillé dans l'entreprise de construction de son père. Mobilisé en 1939, il est capturé par l'armée allemande. Il s'échappe et réussit à rejoindre l'Angleterre, où il prend le nom de Tony Murray. Il devient navigateur de bombardier et fait en tant que tel 38 missions dangereuses, dont certaines avec Philippe de Gaulle. Il obtient la nationalité britannique après la guerre.

### Carrière
Son père étant mort à Auschwitz, Tony Murray s'occupe de l'affaire paternelle de construction, mais celle-ci disparaît en 1953. Il crée alors une première station-service avec lavage automatique, suivie par d'autres créations. Il revend cette entreprise et se spécialise à partir de 1961 dans la reprise d'entreprises en difficulté.
En 1961, il reprend General Incendie France, société qui fabrique des extincteurs d'incendie. Il relance l'activité et se fait racheter par la marque Sicli. Il achète ensuite un concurrent, Nu-Swift, qu'il fusionne avec Sicli. Président de l'ensemble en 1982 et actionnaire majoritaire en 1984, il revend Nu-Swift en 1999. 
Dans les années 1990, il investit dans une entreprise de chauffage en difficulté, Andrews Sykes, qu'il redresse.

### Vie privée
Tony Murray a deux fils, Jean-Jacques Murray et Jean‑Pierre Murray, qui travaillent sous sa direction à la gestion des entreprises.
Il possède une villa à Saint-Tropez dans laquelle il organise de grandes fêtes gitanes où il invite la jet set.

## Fortune
Selon le Sunday Times, sa fortune nette est de 2,3 milliards de livres sterling en 2020. Selon Challenges, elle est de 1,4 milliard d'euros en 2021

## Décorations
- Chevalier de la Légion d'honneur, pour faits militaires pendant la Seconde Guerre mondiale[7].
- Croix de guerre 1939-1945[3]